# Кретцер, Макс
Макс Кретцер (нем. Max Kretzer, 7 июня 1854, Позен — 15 июля 1941, Берлин) — немецкий беллетрист.
Был сначала рабочим, затем купцом; сотрудник социал-демократических изданий и один из немецких реалистов. Его роман «Die beiden Genossen» посвящён характеристике двух типов социал-демократов. В «Die Betrogenen» и «Die Verkommenen» ярко обрисована жизнь мелкого берлинского рабочего, под заметным влиянием Золя.
Дальнейшие его произведения: «Meister Timpe», «Ein verschlossener Mensch», «Die Bergpredigt», «Der Millionenbauer», «Ein sonderbarer Schwärmer», «Berliner Novellen und Sittenbilder», «Im Sturmwind des Socialismus», «Im Riesennest», «Bürgerlicher Tod», «Irrlichter und Gespenster» (1892) и др.

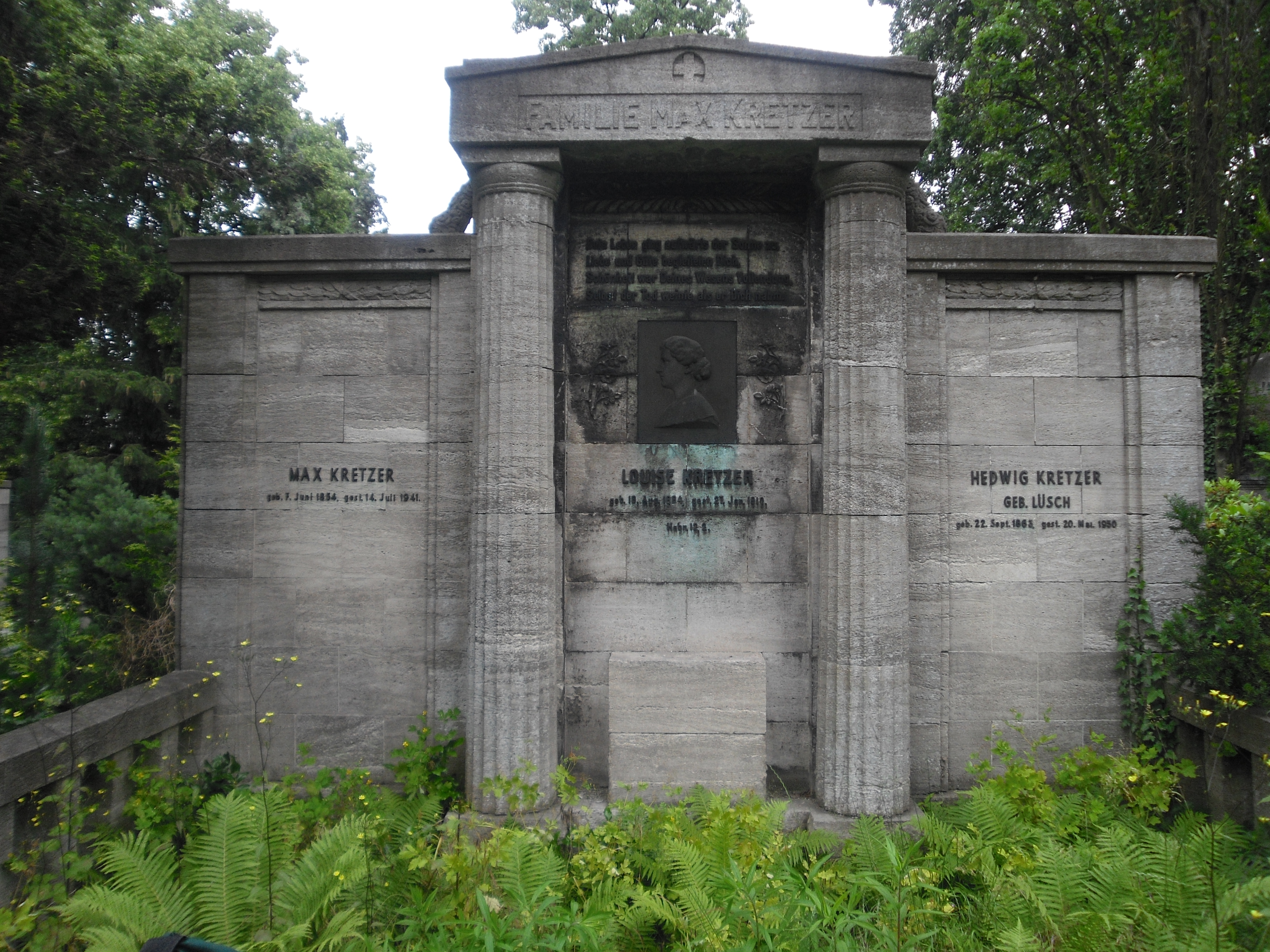
Могила Макса Кретцера в Берлине